# Petrász
Petrász (Petreasa) település Romániában, a Partiumban, Bihar megyében.

## Fekvése
Bihar megyében, a Bihar-hegység alatt, a Rossia patak mentén, Belényestől északra fekvő település.

## Története
Árpád-kori település, nevét 1213-ban már Solumus néven említette egy oklevél.
1264-ben ad locum Solumosfey (Solyomfő), 1294-ben Solumus, 1808-ban Solymos (Petrász-), 1910-ben Gyepüsolymos, 1913-ban Petrászsolymos néven írták.
A település egykor a királyi solymászok lakóhelye volt, egyike annak a két Solymos-nak, amelyek a középkorban Biharban, Al- és Fel-Solymos néven fennálltak.
A mai Gyepüsolymos felett fekszik Remete falu, melynek román-kori temploma van, melyben Szent László király életét ábrázoló falfestményei vannak. Ilyen néven azonban az 1332-1337 évi pápai tizedjegyzékben a falu nem szerepel, ezért nagy valószínűséggel az igen magas pápai tizedet fizető solymosi egyházzal kell azonosítani.
1445-ben Solymos a remetei vajdák kezén volt, később pedig a váradi 1. sz. püspökség birtoka volt, a későbbi időkben pedig a görögkatolikus püspöké lett.
Egy időben Solymos és Petrász néven két községet alkotott.
1910-ben 735 lakosából 16 magyar, 719 román volt. Ebből 714 görögkeleti ortodox, 13 izraelita volt.
A trianoni békeszerződés előtt Bihar vármegye Belényesi járásához tartozott.

## Nevezetességek
- Görögkatolikus templom – a 17. században épült.